# HE0450-2958
HE0450-2958 är en ovanlig kvasar i norra delen av stjärnbilden Gravstickeln. Den har kallats "naken kvasar" och "kvasar utan hem" eftersom den verkar sakna värdgalax. Den beräknas ligga ungefär en miljard parsec bort.

## Historik
Ett team av forskare under ledning av Pierre Magain vid universitetet i Liège, Belgien tillkännagav sina resultat i 14 september 2005-numret av tidskriften Nature. Kvasaren ligger nära en störd galax på himlen. Ingen galax sågs dock runt själva kvasaren, vilket fick författarna att spekulera:

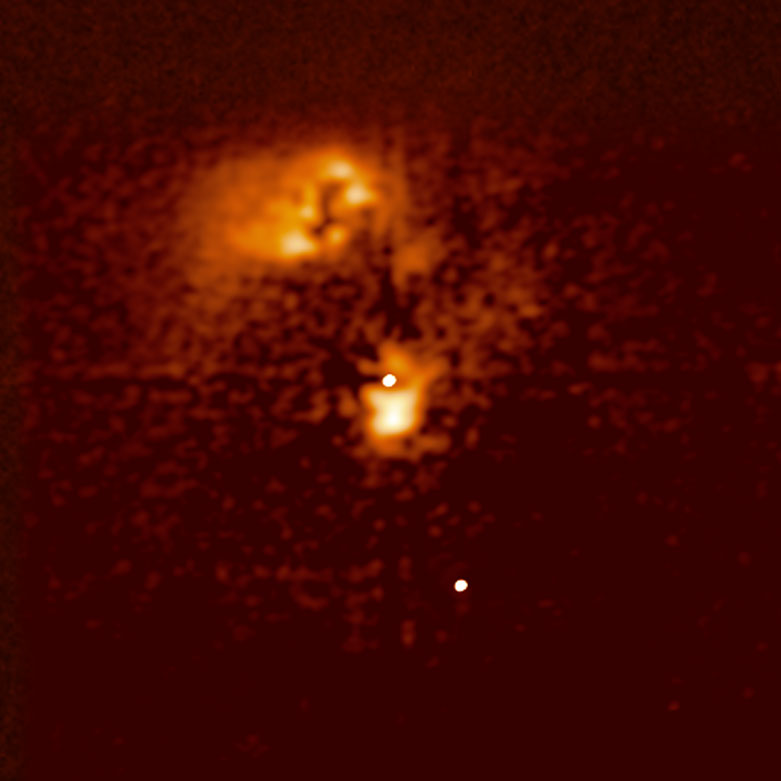
Quasar HE0450-2958 som avbildad av HST. Quasar ligger nära mitten av bilden; Ingen uppenbar värdgalax ses. Nära toppen av bilden är en starkt störd och stjärnbildande galax. Nära kvasaren finns en klump av gas som tydligen joniseras av kvasarstrålningen. Det punktliknande objektet längst ned till höger är en förgrundsstjärna som ses av en slump i synfältet.

”Man kan föreslå att värdgalaxen har försvunnit från vår syn till följd av kollisionen [som bildade den störda galaxen], men det är svårt att föreställa sig hur den fullständiga störningen av en galax kunde hända.”
För att kvasarens värdgalax skulle ha undgått upptäckt uppskattade Magain et al. att den skulle behöva vara ungefär fem magnitud (100 gånger) mörkare än förväntat för en sådan kvasar, eller ha en radie på 300 ljusår eller mindre (typiska kvasarer är inbäddade i galaxer 5 000 till över 50 000 ljusår).
Strax efter att Magain et al:s rapport publicerades uppträdde tre teoretiska artiklar, alla i veckan den 6 november 2005, som påstod sig förklara de speciella egenskaperna hos detta objekt. Två av artiklarna - från grupper i Cambridge, Massachusetts och Cambridge, England - föreslog att kvasaren var ett supermassivt svart hål som hade kastats ut från mitten av den närliggande, störda galaxen, antingen genom gravitationsstrålningsrekyl eller genom en interaktion som involverade tre svarta hål. Utkastningshastigheten måste vara cirka 1 000 km/s för att placera kvasaren så långt från sin ursprungliga värdgalax.
Den tredje artikeln, från ett team under ledning av David Merritt, granskade kritiskt utkastningshypotesen och drog slutsatsen att den inte kunde vara korrekt. De två huvudargumenten var: (1) Kvasarspektrumet avslöjar att det är en smal linje Seyfert 1-galax. NLS1 tros ha onormalt små svarta hål, men eftersom storleken på svarta hål är starkt korrelerad med galaxstorleken, bör kvasarens värdgalax också vara onormalt liten, vilket förklarar varför den inte hade upptäckts av Magain et al. (2) Kvasarspektrumet avslöjar också närvaron av en klassisk, smal emissionslinjeregion (NLR). Gasen som producerar de smala linjerna ligger ungefär tusen ljusår från det svarta hålet, och sådan gas kunde inte förbli bunden till det svarta hålet efter en knuff som var tillräckligt stor för att ta bort den från dess värdgalax. Dessa författare drog slutsatsen att den "nakna" kvasaren i själva verket var en helt normal, smal Seyfertgalax som råkade ligga nära himlen till en störd galax.

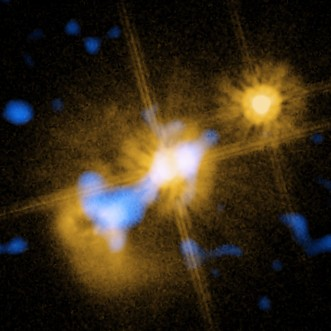
"Quasaren utan hem".

Ett antal vetenskapliga studier sedan 2005 har stött denna slutsats. (1) Kim et al. (2006) från gjorde ett mer noggrant försök att hitta kvasarens värdgalax. De drog slutsatsen att det var omöjligt att utesluta närvaron av en galax med tanke på det förvirrande ljuset från kvasaren. (2) Zhou et al. (2007) observerade röntgenemissionen från kvasaren och använde den för att uppskatta massan av det svarta hålet. De bekräftade en liten massa för det svarta hålet, vilket innebär en ännu svagare värdgalax än vad som förutspåddes av Merritt et al. (3) Feain et al. (2007) från upptäckte radioemission från kvasaren, vilket de tolkade som antydan om pågående stjärnbildning, vilket "motsäger alla förslag om att detta är en naken "kvasar".
Den nuvarande vetenskapliga konsensusen är att HE0450-2958 förmodligen har en värdgalax men att det är svårt att se bakom det starka kvasarljuset. Nyligen har dock samförståndet ifrågasatts efter en studie från Europeiska sydobservatoriet. 
En studie 2010 upptäckte en "blob" av emmision nära kvasaren. Denna blob tros vara den störda och kompakta värdgalaxen för kvasaren.